# 尼氟滅酸
尼氟灭酸（英語：Niflumic acid；别名尼氟酸、氟尼酸）是一种治疗关节和肌肉疼痛的药物。它被归类为环氧合酶-2的抑制剂。在实验生物学中，尼氟灭酸也应用于抑制氯离子通道。还有报道称，尼氟灭酸能够作用于GABA-A及NMDA受体通道，并能阻滞T-型钙离子通道。